# Dasyblatta melanocephala
Dasyblatta melanocephala är en kackerlacksart som beskrevs av Karlis Princis 1955. Dasyblatta melanocephala ingår i släktet Dasyblatta och familjen småkackerlackor.
Artens utbredningsområde är Venezuela. Inga underarter finns listade i Catalogue of Life.